# Pholcus hamatus
Espèce
Pholcus hamatus est une espèce d'araignées aranéomorphes de la famille des Pholcidae.

## Distribution
Cette espèce est endémique du Liaoning en Chine,.

## Description
Le mâle holotype mesure 4,95 mm.

## Publication originale
- Tong & Ji, 2010 : Three new species of the spider genus Pholcus (Araneae: Pholcidae) from Liaodong Mountain, China. Entomologica Fennica, vol. 21, p. 97-103.